# Segovia

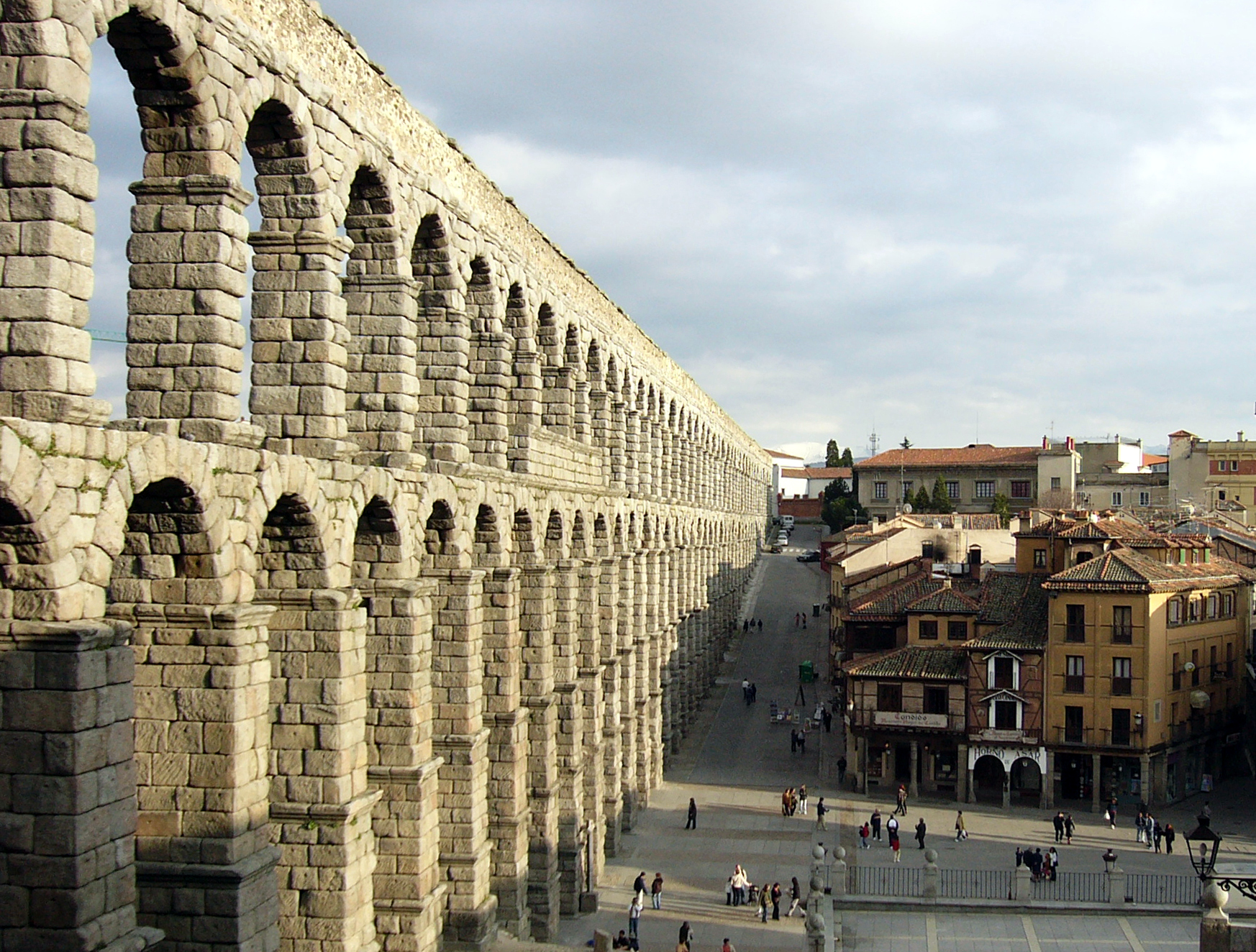
Cầu dẫn nước từ thời La Mã ở Segovia.

Segovia  là một thành phố ở bán đảo Iberia, Tây Ban Nha, thủ phủ của tỉnh Segovia thuộc Cộng đồng tự trị Castile và Leon, mà trung tâm hành chính là Valladolid. Thành phố này nằm ở phía bắc thủ đô Madrid, cách đó khoảng 95 km, mất khoảng 2 tiếng với tàu hỏa địa phương. Dân số thành phố khoảng 55.500 người.
Năm 1985, trung tâm thành phố với cầu dẫn nước, nhà thờ chính tòa và thành trì Alcázar of Segovia được công nhận là di sản thế giới.

## Kinh tế
Kinh tế địa phương dựa vào luyện kim, nông nghiệp, xây dựng và du lịch.

## Danh lam thắng cảnh

### Cầu dẫn nước
Cầu máng Segovia ở phía đông của phố cổ cao 28m và dài 728m. Nó có 118 vòng cung và xuất phát từ thế kỷ 1/2 sau Công nguyên. Nó cung cấp nước cho thành phố cho tới thập niên 1970, lấy nước từ sông Río Frío cách đó 18 km.
Một phần hình cầu đã được đưa vào huy hiệu của thành phố.

## Người dân nổi tiếng
- Don Abraham Senior Coronel
- Juan Bravo
- Pedro Delgado
- Nicomedes García
- Andrés Laguna
- Cándido Lopez (Mesonero Mayor de Castilla)
- Aniceto Marinas
- Manuel Pérez Brunicardi
- Cayetano Redondo Aceña
- Florentino Trapero
- Benjamín Yeo la Tercera

## Kết nghĩa
- Edinburgh, Anh quốc, từ năm 1985.
- Marysville, Hoa Kỳ, từ năm 2001.
- Tucson, Hoa Kỳ.
- Tours, Pháp, Từ năm 1972

## Hình ảnh

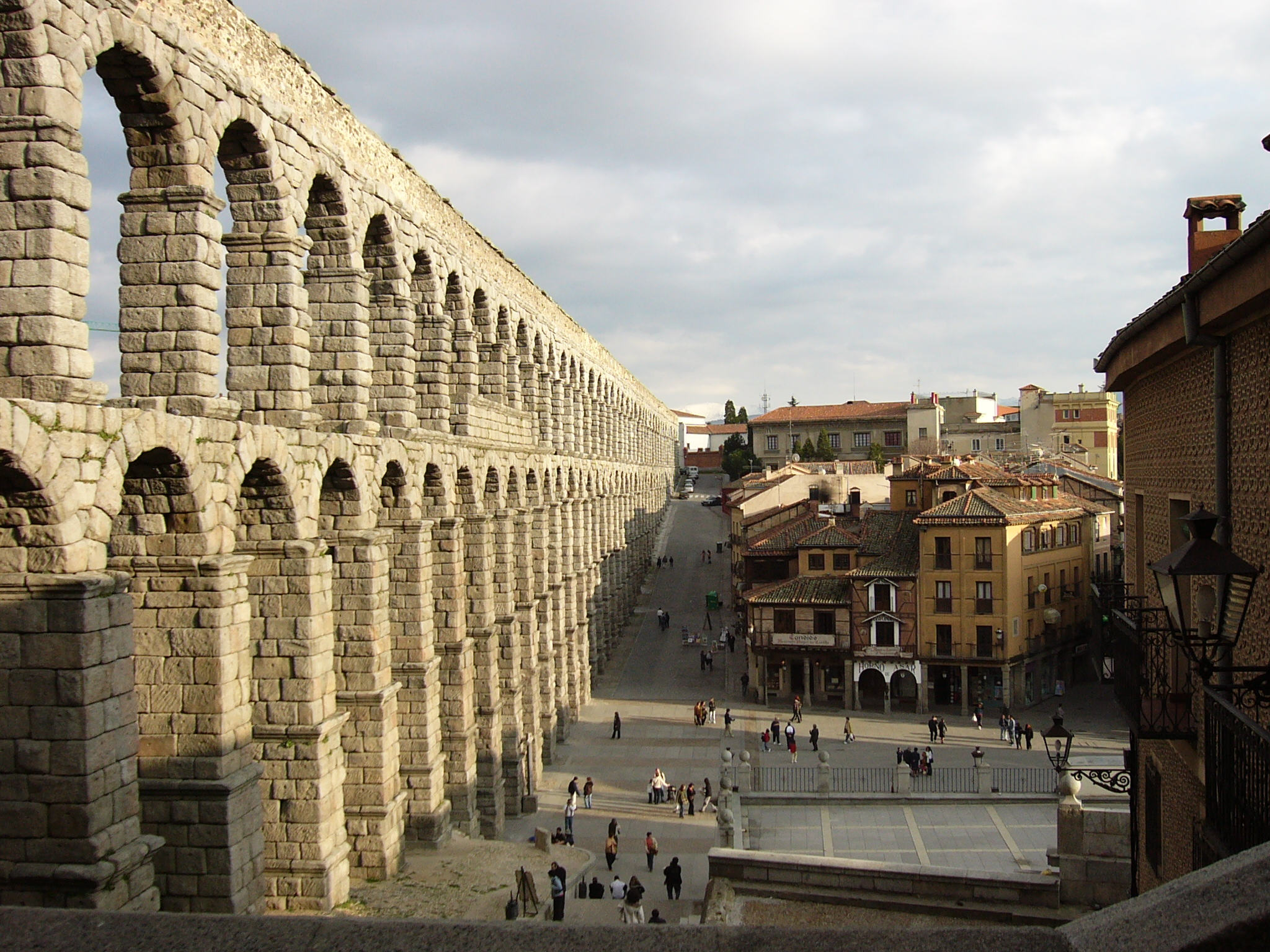
Cầu máng Segovia
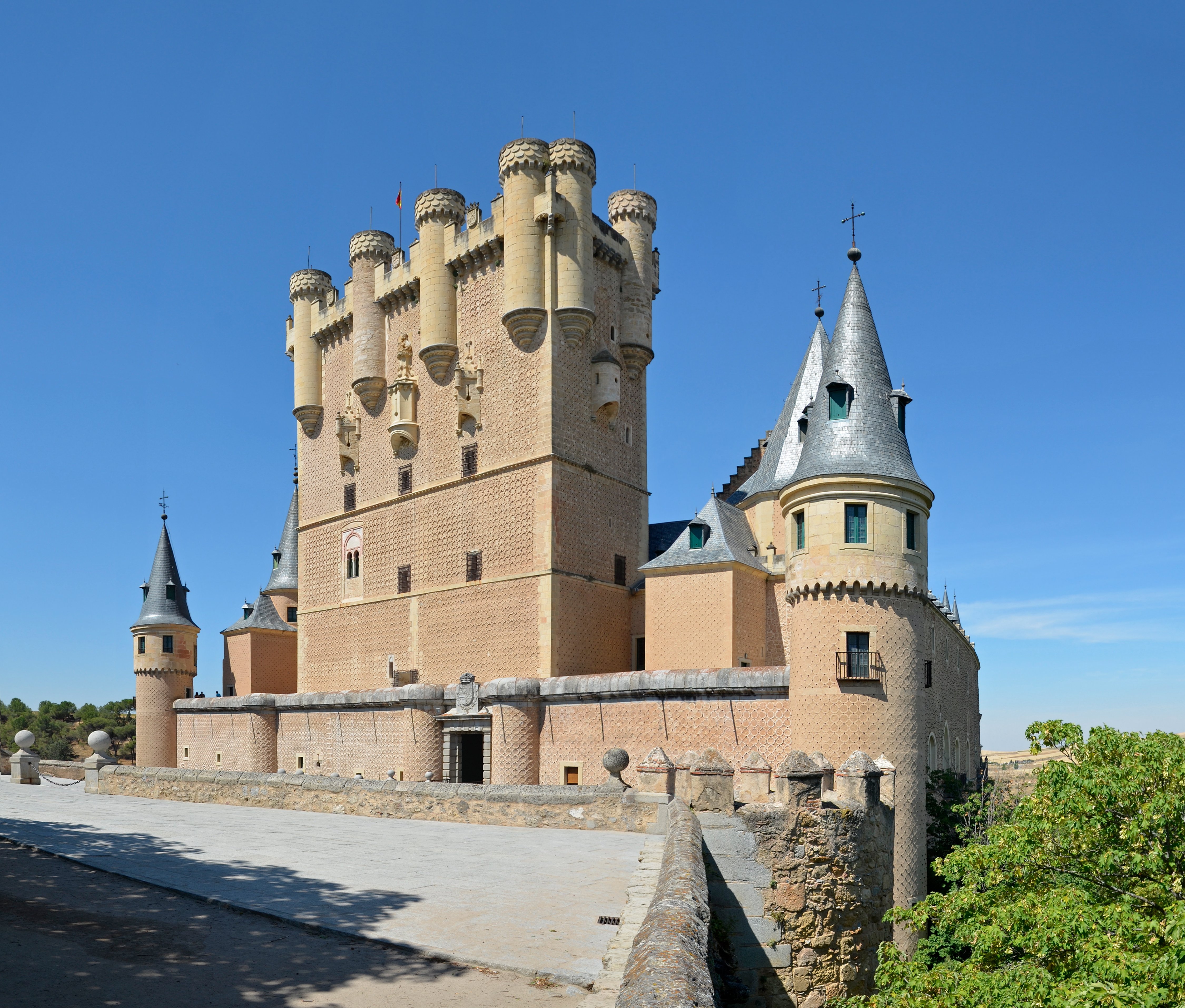
Lâu đài Segovia
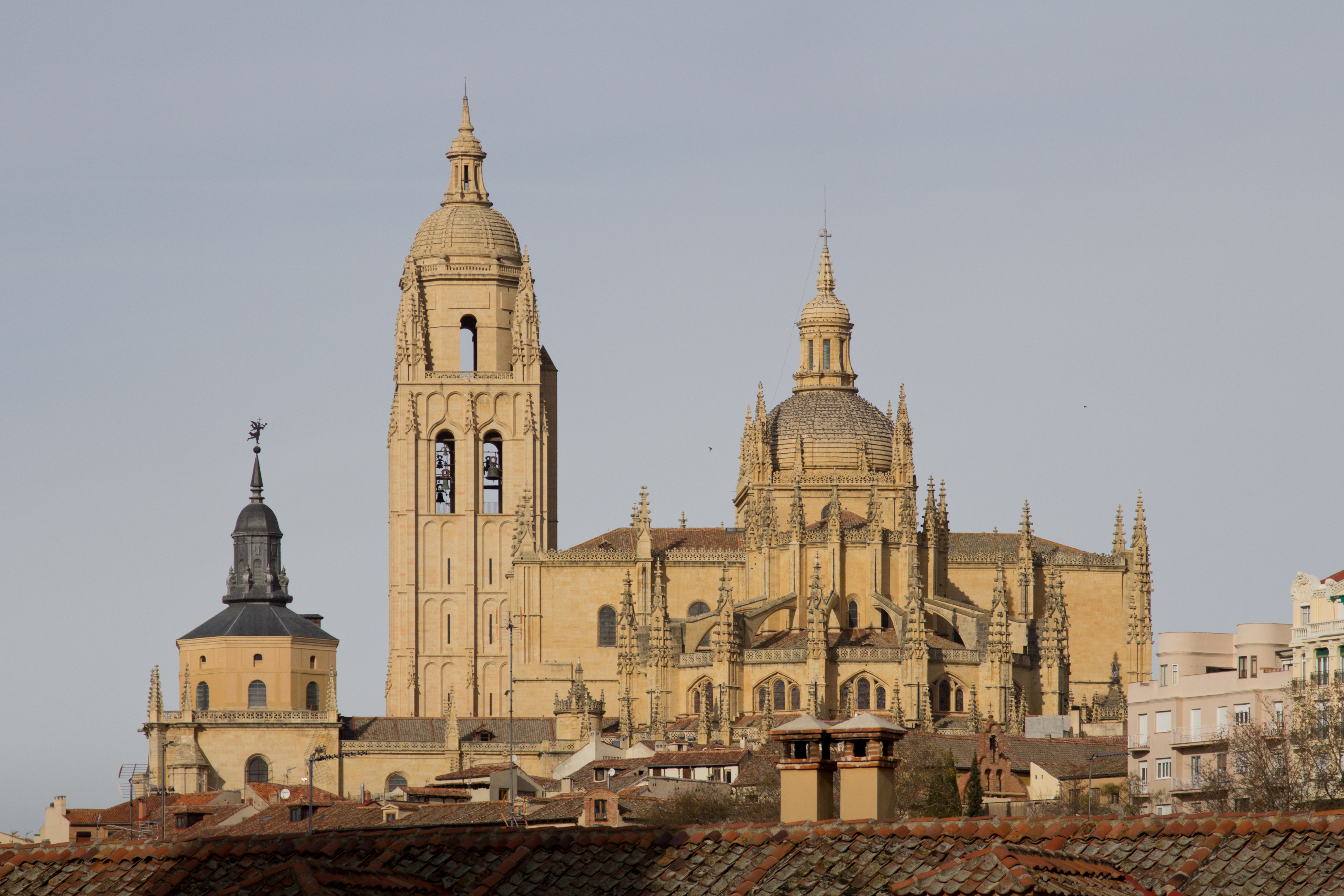
Nhà thờ chính tòa Segovia
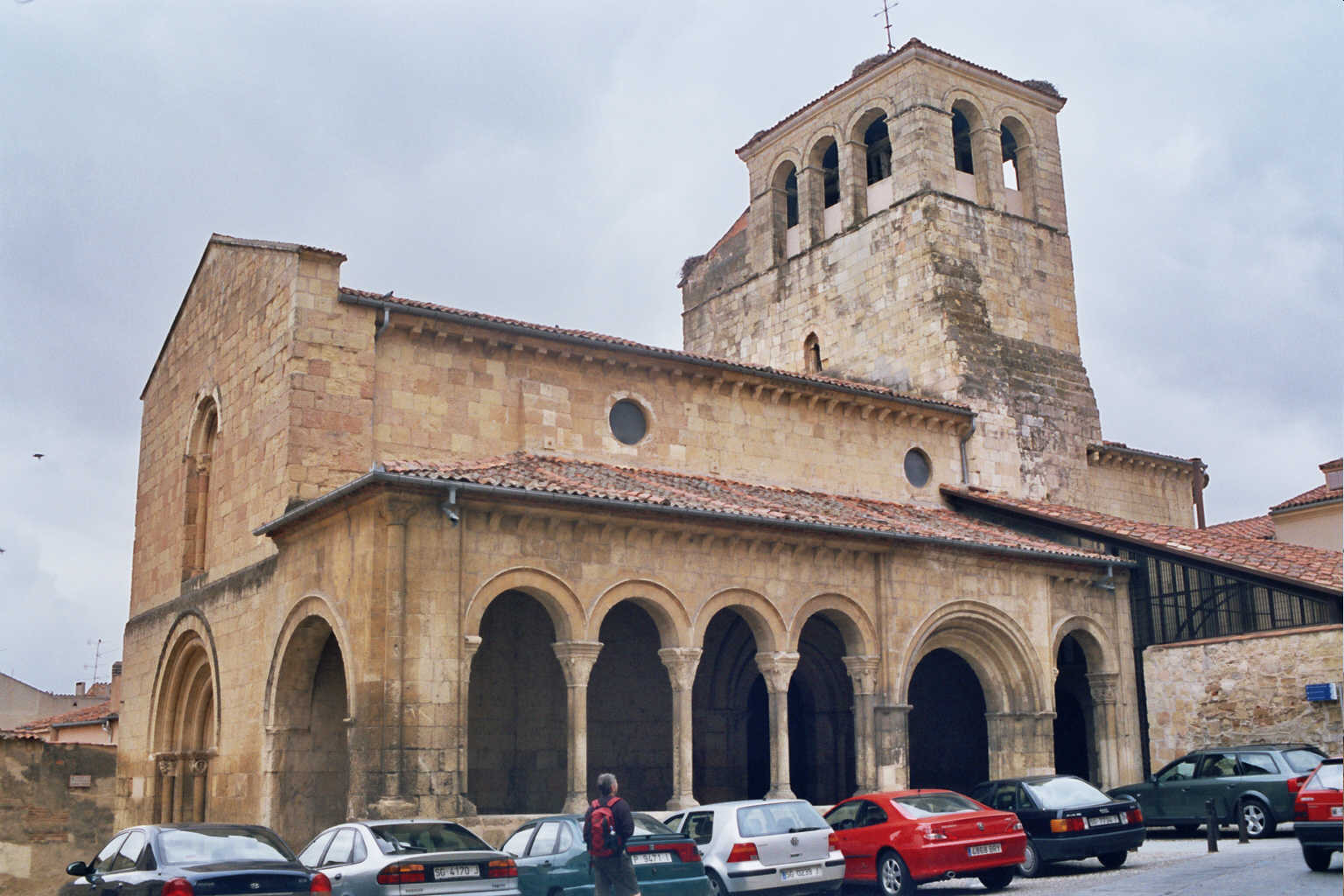
Nhà thờ Santísima Trinidad (thế kỷ 12).
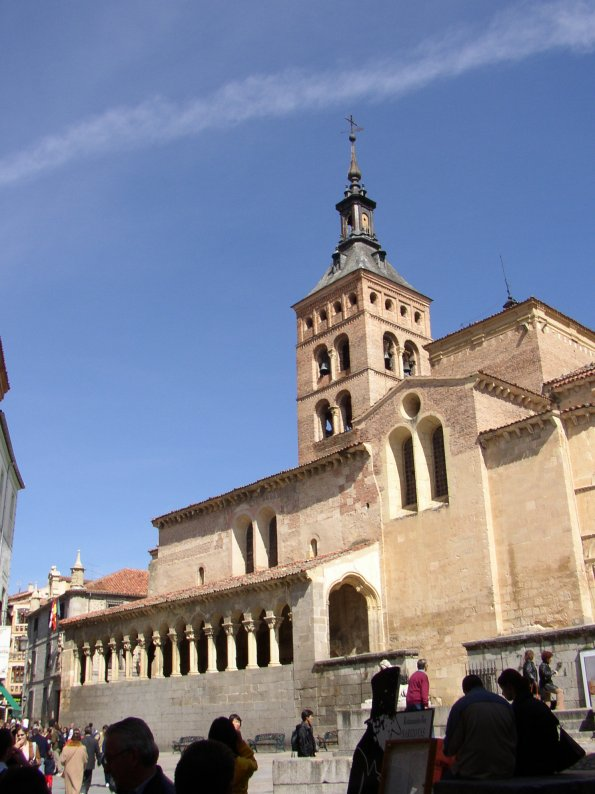
Nhà thờ San Martín (thế kỷ 11).
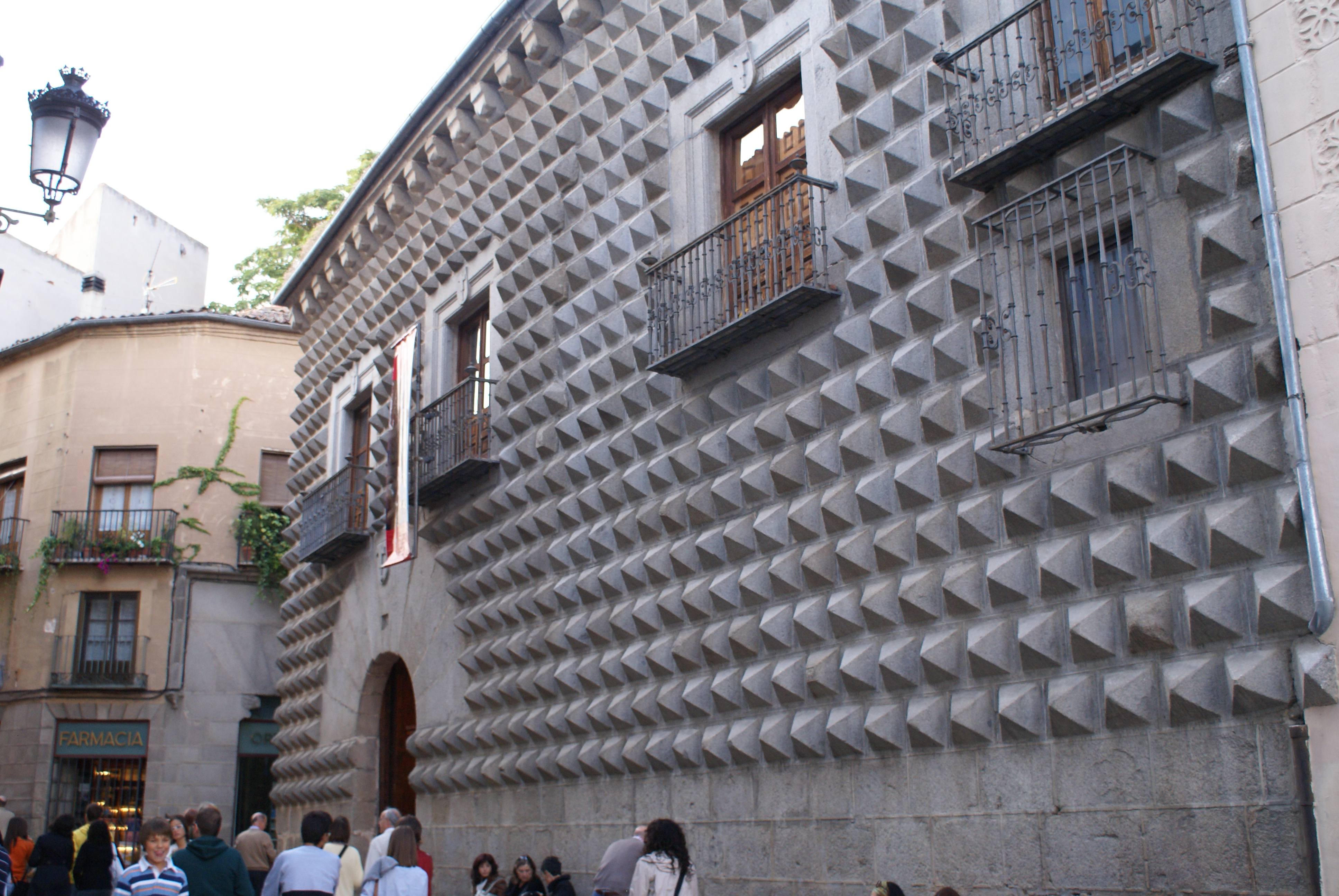
La Casa de los Picos (thế kỷ 15).
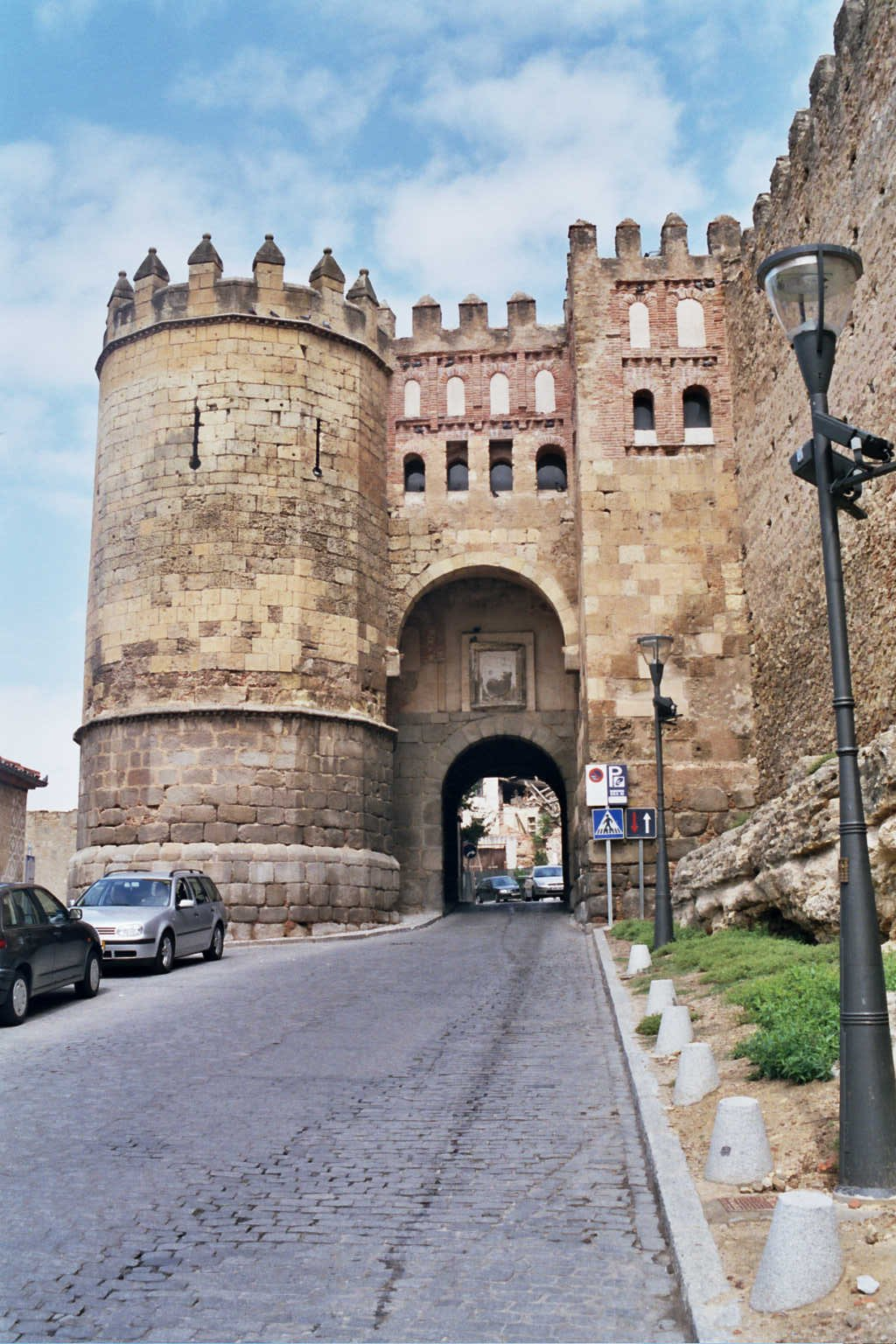
Puerta de San Andrés.